# Vrag naj vzame

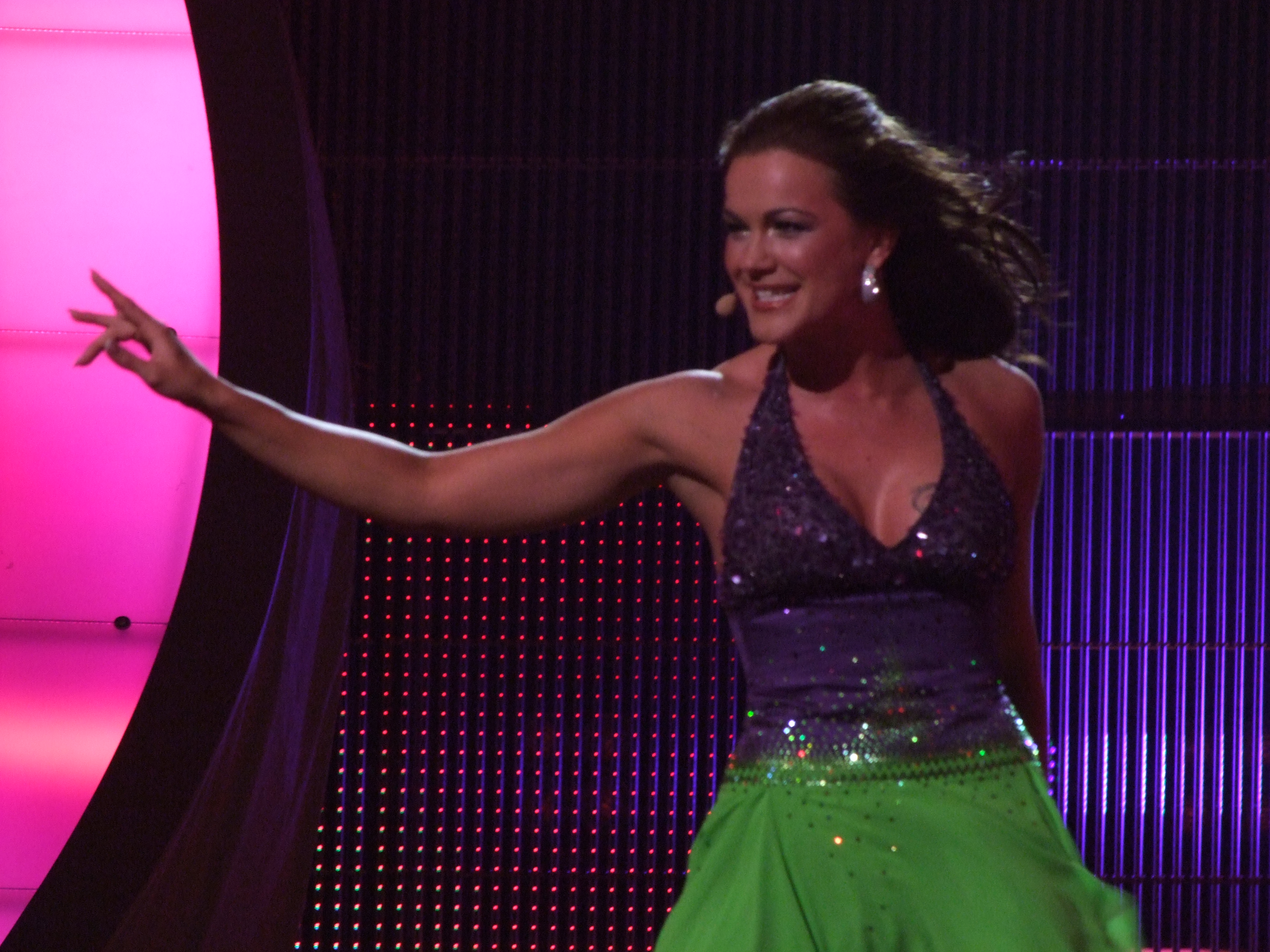
Выступление Ребеки Дремель в первом полуфинале конкурса «Евровидение 2008»

Vrag naj vzame (со словен. — «Чёрт побери») — песня, с которой 20 мая 2008 года Ребека Дремель представила Словению на международном конкурсе песен «Евровидение 2008». Авторы песни: Игор «Амон» Мазул (слова), Йосип Миани-Пипи (музыка и слова). Песня заняла 11 место с 36 баллами в первом полуфинале конкурса и не вышла в финал.
Перед конкурсом была записана и англоязычная версия под названием «Heavy Weather».

## Коммерческий успех
Песня достигла 2-го места в хит-параде словенского национального радио RTVSLO.